# Цзиньюань
Цзиньюа́нь (кит. упр. 晋源, пиньинь Jìnyuán) — район городского подчинения городского округа Тайюань провинции Шаньси (КНР).

## История
В 1997 году было произведено изменение административно-территориального деления Тайюаня, и на основе части земель бывшего района Хэси и бывшего Южного Пригородного района в 1998 году был образован район Цзиньюань.

## Административное деление
Район делится на 3 уличных комитета и 3 посёлка.